# Burg Roden
Die Burg Roden, auch Rohden geschrieben, ist eine abgegangene Höhenburg auf einem Plateau des Höhenzuges Amelungsberges im Süntel. Die Reste der Burganlage befinden sich beim Ortsteil Rohden der Gemeinde Hessisch Oldendorf im Landkreis Hameln-Pyrmont in Niedersachsen. Das Areal der Burg liegt im Naturschutzgebiet Hohenstein.

## Geschichte
Die Burg wurde von 1130 bis 1140 von den Grafen von Roden zur Ausdehnung ihres Machtbereichs bis ins Wesertal erbaut. Die Grafen waren zu dieser Zeit wie auch die Grafen von Holstein-Schaumburg Gefolgsleute Heinrichs des Löwen in dessen Streit mit Kaiser Friedrich Barbarossa. Die etwa 4 km entfernt liegende Schaumburg wurde kurz zuvor um 1100 erbaut.
1181 kam es zu einem offenen Konflikt der Schaumburger gegen die Grafen von Roden mit dem Ziel ihrer Vertreibung aus dem Wesertal. Ende des 12. Jahrhunderts zogen sich die von Roden in den Raum Wunstorf – Limmer zurück und überließen die Burg den Schaumburgern.

## Beschreibung

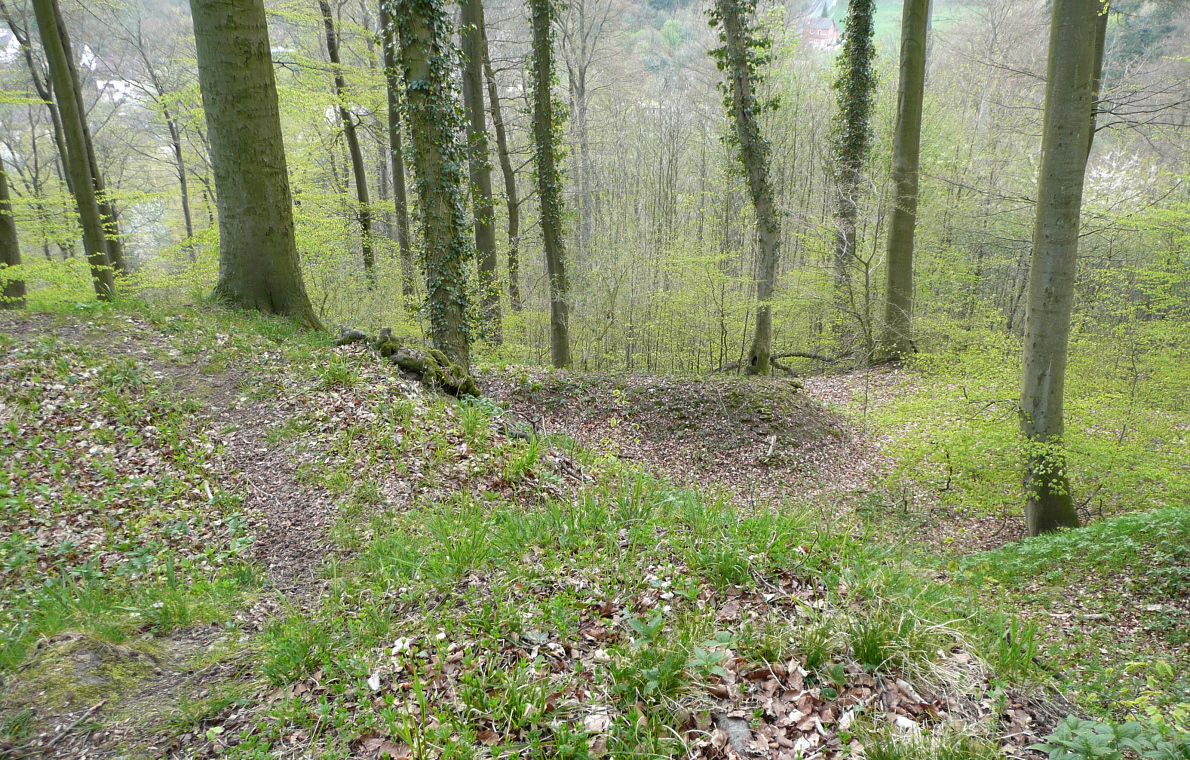
Blick vom Burgplateau ins Tal auf Graben und Vorwall

Die Burganlage bestand aus einer Vorburg und einer etwas kleineren Hauptburg, die unmittelbar aneinandergrenzten. Das erhöhte Burgplateau der Hauptburg, das mit einem Vorwall und einem Graben gesichert war, umfasst etwa 22 mal 26 Meter. Ein 3 bis 5 Meter tiefer Ringgraben sicherte den Burghügel. Die Hauptburg war von einer Mauer umgeben, an die im Westen ein zweiteiliger Palas und im Osten ein Wirtschaftsgebäude angesetzt waren. Der Innenhof war wahrscheinlich gepflastert. Die Vorburg hatte eine Fläche von 20 × 40 Meter. Einzelne Mauerreste deuten darauf hin, dass die Vorburg als Sicherung über eine Ummauerung verfügte.
Später dienten die Gebäude der Bevölkerung als Steinbruch. Der heutige Burgstall (Burgstelle) zeigt nur kaum erkennbare bauliche Reste, während Wall- und Grabenanlage noch zu sehen sind.
Archäologische Untersuchungen fanden 1926, 1950 und 1958 statt. Dabei wurden eine äußere Ringmauer und Gebäudemauern ausgegraben, die in Opus spicatum ausgeführt waren. Die Funde, wie Keramik, Schlüssel, Messerteile, Nägel, Hufeisen, Spielsteine, eine Münze (1435), wiesen auf eine Nutzungszeit der Burg vom 12. bis 15. Jahrhundert hin. Schriftliche Überlieferungen zur Burg sind nicht bekannt.
In etwa 1 km Entfernung im Osten befindet sich auf dem Amelungsberg die frühgeschichtliche bis mittelalterliche Wallburg Amelungsburg.